# Teresa Flavious Kwamboka
Teresa Flavious Kwamboka (ur. 29 września 1988 w Nyamirze) – kenijska lekkoatletka z plemienia Kisii, złota medalistka Mistrzostw Świata Juniorów Młodszych 2005 w biegu na 800 metrów. Osiągnęła wtedy w finale czas 2:07.42 s, a dzień wcześniej w półfinale ustanowiła swój rekord życiowy 2:06.88 s. Wystąpiła także na Mistrzostwach Świata Juniorów 2006, gdzie odpadła w półfinale biegu na 800 m.